# Joachim Telle
Pour les articles homonymes, voir Telle.
Joachim Telle, né le 31 juillet 1939 à Aschersleben (Allemagne) et mort le 12 décembre 2013 à Heidelberg (Allemagne), est un germaniste allemand, philologue et historien des sciences.
Telle a écrit et publié de nombreux écrits sur l'histoire de l'alchimie et les écrits de Paracelse.

## Biographie
Joachim Telle était professeur honoraire à l'Université Albert Ludwig de Fribourg-en-Brisgau depuis 2000.